# Антоније Ристић
Антоније Ристић Пљакић (Каменица, 1781 — Черњенц, Мала Влашка, 1832) био је учесник Првог српског устанка, војвода, Карађорђев зет и заповедник Карановца (данашње Краљево).

## Биографија
Антоније Ристић је рођен 1781. године у селу Каменица, у Рудничкој нахији. Антоније је на почетку Првог српског устанка био међу устаницима који су под вођством Милана Обреновића и Милића Дринчића дошли у помоћ Карађорђу при освајању Рудника 27. и 28. фебруара 1804. године. Антоније је током борби око Рудника, код Јелен-гроба убио карановачког муселима (турског начелника полиције за Краљево) Хаџи-башу Пљаку након чега је прозван Пљакић.
Захваљујући својој храбрости, Пљакић је постао један од чланова најуже Карађорђеве пратње. По неким сведочењима био је и добар свирач (гајдаш), па је то био додатни разлог што га је Карађорђе узео међу своје момке. Пљакић је уз Петра Јокића и Милована Гарашанина био један од буљубаша (капетана) у Карађорђевој гарди. Пратио је Карађорђа априла 1804. године у Земун, где је било покушано мирење устаника и београдских Турака, на ком је инсистирао аустријски генерал Женејн. Пљакић је био присутан исте године и у Дрлупи, где су се састали Карађорђе и Аганлија, а учествовао је и у дочеку Бећир-паше, који је дошао из Босне да умири Србе у Београдском пашалуку.
Након што је Карановац био ослобођен 1805. године, Карађорђе је за карановачког војводу поставио Радича Петровића, који се истакао током ослобођења Карановца и Ужица. Међутим, приликом опсаде Београда 1806. године Радич је био тешко рањен, па је од тада углавном боравио у Београду, где је од 1808. године био члан београдског магистрата (суда). Карађорђе је на Радичево место поставио Пљакића. Као нови карановачки војвода, Пљакић је завршио изградњу шанца коју је започео његов претходник. Данас се део Краљева где се налазио устанички шанац зове Пљакин шанац. Код Шанца је Пљакић подигао себи кућу у којој је боравио у време затишја у борбама. Доста времена је проводио и у својој родној Каменици, где му је живео брат Павле.
Као војвода карановачки био је задужен за одбрану југоисточне границе устаничке државе. Током Карађорђевог напредовања ка Сјеници, вожд је тражио од Пљакића да заузме положаје на Голији и затвори путеве на Рогозни, како би се касније могао лакше заузети Пазар. Карађорђеви устаници су опколили Пазар и Турци су прихватили да се предају, али под условом да могу да са породицама и под оружјем оду у Босну. Тада је један од Пљакићевих момака пожелео да откупи сребрни пиштољ једног од Турака. Када је кренуо ка њему, Турчин се уплашио и из страха убио овог Србина, па је договор о предаји пропао. Међутим, даље освајање Пазара је прекинуто након што су стигле вести о поразу на Чегру. Пљакић је у августу 1809. године био у логору у Ђакову (код Студенице), а било му је наређено да добро утврди своје положаје и да не одступа.
Крајем 1809. или почетком 1810. Пљакић је извршио попис становништва на својој територији, пописавши пореске главе, дошљаке и староседеоце и погинуле устанике. У то време је био рањен у једну ногу током гушења побуне која је у Карановцу избила због увођења ратног пореза. Последице овог рањавања су биле видљиве и 1813. године, када је било забележено да је Пљакић током преласка у Аустрију храмао на једну ногу.
Пљакић је присуствовао у јануару 1811. године Скупштини одржаној у Београду, на којој су се чланови Правитељствујушћег совјета, команданти, војводе и кнезови заклели Карађорђу на верност. Том приликом је Карађорђе издао дипломе својим војводама, а међу сачуваним дипломама је и она издата Пљакићу, којом је он потврђен на месту војводе карановачког. Карађорђе је у току 1812. године предлагао да руски цар одликује неке од војвода златном медаљом за храброст, а међу предложеним војводама је био и Пљакић. Средином 1813. године Пљакићу су стигле наредбе да пошаље поуздане момке на турску територију како би Срби сазнали какве планове имају Турци. Већ почетком јуна 1813. Пљакић је знао да се спрема велика турска офанзива на Србију.
Пљакић је 1813. био одређен за главног команданта на југоисточном фронту који се протезао од Старог Влаха па до реке Расине и Великог Јастрепца, са седиштем у Крушевцу. Под његовом командом су биле нахије Крушевачка, Пожешка, Пазарска и Старовлашка. Карађорђе је 23. јула наредио Пљакићу да са војском крене што пре ка Крушевцу како би зауставио продор Турака од Делиграда низ Мораву. Пљакић је у септембру био са својим устаницима код Делиграда, где му је стигло вождово наређење да никако не одступа са тог положаја. Након вести о преласку Карађорђа и дела војвода у Аустрију, устаничка војска се а распала. Пљакић је отишао у родну Каменицу, где се једно време крио, али је успео да побегне преобучен у турско одело. Отишао је у Аустрију, где су се већ налазили његова жена и деца, који су отишли са Карађорђем.
Пљакић је заједно са Карађорђем и дугим српским старешинама касније отишао у Русију, о чему сведочи и списак из марта 1815. године, сачињен у Кишињеву. Пљакић је на том списку био сврстан међу војводе и одређено му је 1500 рубаља помоћи. Када је Карађорђе у априлу 1816. године добио одобрење да из Хотина оде у Петроград, међу онима које је повео са собом био је и његов зет Антоније Пљакић.

## Породица
Антоније Ристић прозвани Пљакић оженио се 1806. године најстаријом Карађорђевом кћерком Савом Карађорђевић. Најстарији син Коста (Константин) рођен је у Сибињу 1814. године, и касније је био ађутант код Александра Карађорђевића, свог ујака. Имао је чин пешадијског мајора и преминуо је у Београду 1853. године. Други син Димитрије рођен је 1816. године у Хотину. Трећи син Аћим (Јаким) рођен је такође у Хотину 1821. године. Био је срески писар. Четврти син Јован је рођен 1826. године, поново у Хотину, али је, као и његов старији брат Димитрије, преминуо млад. Ћерка Марија је рођена 1828. године, а у браку са капетаном Антонијем Павловићем је имала бројно потомство. Међу њеним потомцима је и позната сликарка Милена Павловић-Барили. Антоније Пљакић је имао и децу рођену у Србији, али су она умрла у детињству. У једном запису у манастиру Студеници се помиње син Теодор.
Антоније Пљакић је преминуо у Черњенцу, у Малој Влашкој 1832. године, где је и сахрањен. Његова супруга Сава је преминула 1847. године у Београду код свог сина Косте. Сахрањена је у Палилулској цркви, где је касније сахрањен и сам Коста.